# Shenzhou 14
Shenzhou 14 (en chino simplificado, 神舟十四号; pinyin, Shénzhōu shísì hào) fue un vuelo espacial tripulado lanzado el 5 de junio de 2022. El vuelo fue el noveno vuelo espacial chino tripulado y el decimocuarto vuelo del programa Shenzhou. La nave espacial transportó a tres astronautas de la CNSA, en el tercer vuelo tripulado a la CSS y que se acopló al módulo central Tianhe, el primer módulo de la Estación Espacial China o CSS por sus siglas en inglés.
La misión fue la primera en marcar la presencia permanente de astronautas en la estación espacial china, ya que a partir del primer relevo en órbita que realizarán las misiones Shenzhou 14 y 15, se espera que las siquientes misiones del programa Shenzhou realicen su traspaso en órbita.

## Tripulación
La tripulación fue anunciada el 4 de junio de 2022.
En esta misión y por primera vez, los tres tripulantes fueron miembros de la segunda promoción de astronautas chinos. El comandante, Chen Dong es veterano de la misión Shenzhou 11 en la estación Tiangong-2, mientras que Liu Yang se convirtió en la primera mujer china en ir al espacio durante la misión Shenzhou 9 en la Estación Tiangong 1. Fue la primera misión para el novato Cai Xuzhe.
| Puesto     | Miembro                       | Miembro                       |
| ---------- | ----------------------------- | ----------------------------- |
| Comandante | Chen Dong, CNSA Segundo vuelo | Chen Dong, CNSA Segundo vuelo |
| Operador 1 | Liu Yang, CNSA Segundo vuelo  | Liu Yang, CNSA Segundo vuelo  |
| Operador 2 | Cai Xuzhe, CNSA Primer vuelo  | Cai Xuzhe, CNSA Primer vuelo  |

## Misión
La misión se acopló al módulo central Tianhe de la CSS el 5 de junio de 2022, después del lanzamiento y acoplamiento de Tianzhou 4 el 9 de mayo de 2022, el cuarto vuelo de la nave de reabastecimiento de carga Tianzhou de China y el tercero con la estación china CSS.
La tripulación participó con el montaje de los laboratorios Wentian y Mengtian, que estaban programados para llegar a la estación Tiangong en mayo y agosto de 2022 respectivamente. Finalmente el laboratorio Wentian se acoplo el 24 de julio de 2022, tan solo 13 horas después de ser lanzado al puerto frontal del módulo Tianhe. Esta posición acoplado al puerto frontal del Tianhe, la mantuvo hasta el día 30 de septiembre, momento que se trasladó al puerto derecho del Tianhe mediante el uso de un brazo mecánico incorporado en el propio módulo que se unió con un receptáculo situado en el nodo del Tianhe para poder moverlo, colocándolo en su posición final, y además dejando libre el puerto frontal del Tianhe para permitir el acoplamiento del módulo Mengtian que llegaría poco tiempo después.
El último módulo de 20 toneladas que finalizaría la construcción de la CSS de unas 60 toneladas es el módulo laboratorio, Mengtian que fue lanzado el 31 de octubre y nuevamente se acoplo al puerto frontal del Tianhe en tan solo 13 horas. Finalmente este módulo fue colocado en el puerto izquierdo del Tianhe, repitiendo la maniobra de traslado llevaba a cabo anteriormente por el Wentian mediante el uso de un brazo mecánico del propio módulo, liberando así el puerto frontal para el acople de naves Shenzhou, como la Shenzhou 15 que llegaría ese mismo mes para el relevo de la tripulación.
Durante esta misión la tripulación llevó a cabo 3 pasaos espaciales con un total de 15 horas y 53 minutos, todas realizadas por el comandante de la misión Chen Dong, acompañado en la primera ocasión el 1 de septiembre por la astronauta Liu Yang desde la nueva esclusa del módulo Wentian, y las otras dos caminatas el 17 de septiembre y el 17 de noviembre por el astronauta Cai Xuzhe.
La misión Shenzhou 15 llegó el 29 de noviembre de 2022, unos días antes del desacople de Shenzhou 14, el 4 de diciembre de 2022, que marcó el inicio de la presencia permanente china en el espacio al realizar estas naves el primer relevo en órbita chino de la historia.